# Tommaso Traetta
Tommaso Traetta (Bitonto, Pulla, 30 de març de 1727 - Venècia, 6 d'abril de 1779) fou un compositor italià, membre de l'escola napolitana. En aquest camp es va destacar com una de les personalitats més fascinants que seguien els principis estètics de l'opera seria italiana en la segona meitat del segle XVIII. Va constituir un cas especial pel fet d'haver treballat alguns anys a la cort de Parma on se l'encoratjà a aproximar-se a l'òpera al gust francès, tot combinant l'òpera italiana amb la tragèdia lírica francesa. D'aquesta manera, va ser un dels reformadors de l'òpera al costat de Gluck, unint els gustos francesos pel teatre, la dansa i l'esplendor coral amb el lirisme italià. A més de les seves més de 40 òperes, Traetta va compondre una àmplia varietat d'altres obres vocals, tant sagrades com profanes.

## Biografia
Traetta va néixer en Bitonto, un poble a prop de Bari. Va estudiar amb els grans mestres napolitans de la seva època, Nicola Porpora, Leonardo Leo i Francesco Durante a Nàpols entre 1738 i 1748. Va aconseguir el seu primer èxit amb la seva òpera Il Farnace, al Teatro San Carlo de Nàpols el 1751. Segurament en aquesta època es va relacionar amb Niccolò Jommelli a Nàpols i Roma. El 1758 va esdevenir mestre de capella a la cort de Parma, on va estrenar Ippolito ed Aricia l'any següent, que li deu molt a la tragèdia lírica de 1733 de Rameau, Hippolyte et Aricie. Van seguir, I Tindaridi i Le feste d’Imeneo, totes tres amb llibrets d'Innocenzo Frugoni, que fusionaven el gust italià i francès del moment.
Però Traetta no és un simple traductor de Rameau. Frugoni, el llibretista de Traetta a Parma, va reescriure completament la versió original francesa de Quinault, que al seu torn s'havia basat en Jean Racine, que al seu torn es va inspirar en arrels gregues - l'Hipòlit d'Eurípides. Frugoni va mantenir certs elements francesos clau: l'estructura en cinc actes davant els tres habituals; certs tocs d'espectacle i efectes d'estil francès i en particular les danses i entreteniments que donen fi a cada un dels cinc actes; i un ús més elaborat del cor que el que feien per exemple Johann Adolph Hasse, Graun i Jommelli.
En aquell moment hi havia a Parma un gust per tot el que era francès, i en particular una fixació amb l'esplendor de Versalles. Allà és on rep la influència del compositor Jean-Philippe Rameau. Va ser a Parma on les òperes de Traetta començaren a moure's en noves direccions. Molt apreciat pel duc, que li va concedir una pensió, durant la seva estada a Parma va poder viatjar a Torí, Viena i Mannheim. A Viena va estrenar Armida el 1761, basada en una versió del llibret de Philippe Quinault musicalitzat per Lully, i Ifigenia in Tauride el 1763. Aquesta darrera va tenir un enorme èxit i, en aquest cas, era en deute amb l'Orfeo ed Euridice de Gluck. De fet, més endavant es va presentar a Florència sota la direcció de Gluck. A Mannheim, Traetta va presentar Sofonisba (1762), amb llibret del col·laborador de Jommelli, Mattia Verazi, i amb alguns dels intèrprets que després apareixerien a Idomeneo de Mozart.
Al llarg de la dècada del 1760, Traetta va compondre música incessantment. No només òpera seriosa. Va fer també diverses comèdies, per no parlar de la música sacra composta per a l'ordre imperial. Però l'òpera seriosa era generalment el que sa majestat imperial demandava. A la seva influència, Traetta va afegir alguns ingredients propis, especialment un gust pel color dramàtic, en la forma de les seves melodies i en el seu ús de l'orquestra. El resultat va ser una combinació d'elements italians, francesos i alemanys, que fins i tot van anticipar el moviment Sturm und Drang que floriria alguns anys més tard més al nord. Durant aquesta estada a Parma va tenir alumnes que més tard serien també compositors i bons músics com Jean-Joseph Rodolphe (1730-1812).
Després de la mort de l'infant Felip, duc de Parma, el desembre de 1763, el 1765 Traetta va accedir al lloc de director del Conservatori dell'Ospedaletto a Venècia, però només conservà aquest lloc dos anys. A Venècia va escriure música vocal sagrada.
Va partir a principis de 1768 a Sant Petersburg per substituir Galuppi com a compositor de la cort de l'emperadriu Caterina la Gran. La majoria de biògrafs relata que després de l'actuació de Didone Abbandonata, l'emperadriu envià a Traetta una tabaquera d'or decorada amb el seu retrat, amb un manuscrit on deia que Dido havia fet aquest regal. L'anècdota és confosa i sembla que Galuppi havia rebut el mateix present uns anys abans. La seva òpera Antigona, de 1772 per a Sant Petersburg, va ser una de les seves obres més avançades, la més propera als famosos ideals de reforma normalment associats amb Gluck. Ja sigui la pròpia inclinació de Traetta, a petició del seu llibretista Marco Coltellini, o la disponibilitat de la soprano Caterina Gabrielli, la nova òpera va aconseguir nivells de sentiment i intensitat que mai no havia explorat abans, ni tan sols a Parma. Seguint la reforma de Gluck, a les seves obres, Traetta va treballar escenes amb cors i ballet integrats i va compondre cants corals i solistes en elaborats moviments, però amb més lirisme musical.
Després de set anys de residència a la cort de Caterina II, la salut del famós artista s'havia debilitat pels rigors del clima i va demanar permís per marxar encara que amb molt la pena. S'allunya de Rússia cap a finals de 1775 per anar a Londres, on va passar un breu i infructuós període, segurament perquè la malaltia havia malmès la seva inspiració i perquè la popularitat de Sacchini era un obstacle. El seu drama Germond, que va representar al teatre del rei no sembla digne de la seva noble reputació. La freda acollida que va tenir el seu treball el va portar a abandonar la ciutat per tornar a Itàlia, on espera trobar la seva vena. Però a partir d'aquell moment, la seva salut sempre va ser precària. Va escriure algunes obres a Nàpols i Venècia, però ja no trobà l'antiga inspiració en la seva producció. El 6 d'abril de 1779 va morir a Venècia abans d'haver fet cinquanta-dos anys a causa d'una malaltia pulmonar, deixant inacabada la seva última obra, l'òpera còmica Gli Eroi dei Campi Elisi.
El seu fill Filippo Traetta també va ser compositor.

## Òperes
| Títol                                                                          | Gènere               | Actes            | Llibret                                  | Estrena                             | Lloc, teatre                          |
| ------------------------------------------------------------------------------ | -------------------- | ---------------- | ---------------------------------------- | ----------------------------------- | ------------------------------------- |
| Buovo d'Antona                                                                 | dramma giocoso       | 3 actes          | Carlo Goldoni                            | 1750?, 27 de desembre de 1758       | Florència?, Venècia, Teatro San Moisè |
| Il Farnace                                                                     | opera seria          | 3 actes          | Antonio Lucchini                         | 4 de novembre de 1751               | Nàpols, Teatro San Carlo              |
| La Costanza                                                                    | opera buffa          |                  | Antonio Palomba                          | hivern 1752                         | Nàpols, Fiorentini                    |
| I pastori felici                                                               | opera buffa          | 2 actes          |                                          | 1753                                | Nàpols                                |
| Le nozze contrastate                                                           | opera buffa          | 3 actes          |                                          | 1753, carnaval 1755                 | Nàpols; Roma, Dame                    |
| Ezio                                                                           | opera seria          | 3 actes          | Metastasio                               | 1754?, 1757                         | Roma, Dame                            |
| L'incredulo                                                                    | opera buffa          | 2 actes          | Pasquale Mililotti                       | tardor 1755                         | Nàpols, Fiorentini                    |
| La fante furba                                                                 | opera buffa          | 2 actes          | Antonio Palomba                          | tardor 1756                         | Nàpols, Nuovo                         |
| Nitteti                                                                        | opera seria          | 3 actes          | Metastasio                               | 29 d'abril de 1757                  | Reggio Emilia, Pubblico               |
| Didone abbandonata                                                             | opera seria          | 3 actes          | Metastasio                               | tardor 1757                         | Venècia, Teatro San Moisè             |
| Olimpiade                                                                      | opera seria          | 3 actes          | Metastasio                               | tardor 1758                         | Verona, Accademia Filarmonica         |
| Demofoonte                                                                     | opera seria          | 3 actes          | Metastasio                               | carnaval 1758                       | Màntua, Vecchio                       |
| Il Solimano                                                                    | opera seria          | 3 actes          | Ambrogio Migliavacca                     | carnaval 1758                       | Parma, Ducale                         |
| Ippolito ed Aricia                                                             | tragedia             | 5 actes          | Carlo Frugoni                            | 9 de maig de 1759                   | Parma, Ducale                         |
| Enea nel Lazio                                                                 | opera seria          | 3 actes          | Vittorio Amadeo Cigna-Santi              | carnaval 1760                       | Torí, Regio                           |
| I Tindaridi                                                                    | opera seria          | 5 actes          | Carlo Frugoni                            | abril 1760                          | Parma, Ducale                         |
| Stordilano, principe di Granata                                                | semiseria e bernesca | 3 actes          | Giovanni Bertati                         | primavera 1760                      | Parma, Ducale                         |
| Le feste d'Imeneo                                                              | serenata             | pròleg i 3 actes | Carlo Frugoni                            | 3 de setembre de 1760               | Parma, Ducale                         |
| Armida                                                                         | azione teatrale      | 1 acte           | Giacomo Durazzo                          | 3 de gener de 1761, 1763            | Viena, Burgtheater; Nàpols            |
| Enea, e Lavinia                                                                | opera seria          | 3 actes          | Giacobbe Antonio Sanvitale               | primavera 1761                      | Parma, Ducale                         |
| Zenobia                                                                        | opera seria          | 3 actes          | Metastasio                               | tardor 1761                         | Lucca                                 |
| Alessandro nell'Indie                                                          | opera seria          | 3 actes          | Metastasio                               | primavera 1762                      | Reggio Emilia, Pubblico               |
| Sofonisba                                                                      | opera seria          | 3 actes          | Mactesa Verazi                           | 4 de novembre de 1762               | Mannheim, Hof                         |
| La francese a Malghera                                                         | dramma giocoso       | 3 actes          | Pietro Chiari                            | 1762?, 1764                         | Parma?, Venècia, San Cassiano         |
| Ifigenia in Tauride                                                            | opera seria          | 3 actes          | Marco Coltellini                         | 4 d'octubre de 1763                 | Viena, Schönbrunn                     |
| Antigono                                                                       | opera seria          | 3 actes          | Metastasio                               | 16 de juny de 1764                  | Pàdua, Nuovo                          |
| Semiramide                                                                     | opera seria          | 3 actes          | Metastasio                               | carnaval 1765                       | Venècia, San Cassiano                 |
| Le serve rivali                                                                | burletta             | 3 actes          | Pietro Chiari                            | tardor 1766                         | Venècia, Teatro San Moisè             |
| Siroe, re di Persia                                                            | opera seria          | 3 actes          | Metastasio                               | carnaval 1767                       | Múnic, Hof                            |
| Amore in trappola                                                              | dramma giocoso       | 3 actes          | Pietro Chiari                            | carnaval 1768                       | Venècia, Teatro San Moisè             |
| L'isola disabitata                                                             | azione drammatica    | 1 acte           | Metastasio                               | 26 de desembre de 1768              | Bolonya, Nuovo Pubblico               |
| Fetonte                                                                        | opera seria          | 3 actes          |                                          | 1768                                | Viena, Hof                            |
| Il tributo campestre                                                           | pastorale            | 1 acte           | Giovanni Bactessta Buganza               | 1768                                | Màntua, Ducale                        |
| Astrea placata                                                                 | azione teatrale      |                  | Metastasio                               | 1770                                | Sant Petersburg, cort                 |
| Antigona                                                                       | opera seria          | 3 actes          | Marco Coltellini                         | 31 d'octubre/11 de novembre de 1772 | Sant Petersburg, cort                 |
| Amore e Psiche                                                                 | opera seria          | 3 actes          | Marco Coltellini                         | 29 de setembre de 1773              | Sant Petersburg, cort                 |
| Lucio Vero                                                                     | opera seria          | 3 actes          | Marco Coltellini, basat en Apostolo Zeno | 17/28 de novembre de 1774           | Sant Petersburg, cort                 |
| Germondo                                                                       | opera seria          | 3 actes          | Carlo Goldoni                            | 21 de gener de 1776                 | Londres, King's Theatre               |
| La Merope                                                                      | opera seria          | 3 actes          | Apostolo Zeno                            | 25 de gener de 1776                 | Milà, Ducale                          |
| Telemaco                                                                       | opera seria          | 3 actes          | Zaccaria de Seriman                      | 15 de març de 1777                  | Londres, King's Theatre               |
| Il cavaliere errante (revisione di Stordilano, principe di Granata)            | dramma eroicomico    | 2 actes          | Giovanni Bertati                         | 1777?, primavera 1778               | Nàpols, Venècia                       |
| La disfatta di Dario                                                           | opera seria          | 3 actes          | A Morbilli                               | Febrer 1778                         | Venècia, San Benedetto                |
| Gli eroi dei Campi Elisi (completed by G Astarita)                             | dramma giocoso       | 3 actes          |                                          | carnaval 1779                       | Venècia, San Samuele                  |
| Il cavaliere errante nell'isola disabitata (revisione di Il cavaliere errante) |                      |                  | Giovanni Bertati                         | 1779                                | Viena, Kärntnertor                    |